# Andersson Peak
Der Andersson Peak ist ein 1230 m hoher Berg mit vereistem Gipfel und Felsvorsprüngen an der Ostflanke. Er ragt 14,5 km nördlich des Kap Fairweather an der Nordenskjöld-Küste des Grahamlands auf der Antarktischen Halbinsel auf.
Der Falkland Islands Dependencies Survey kartierte den Berg im Jahr 1947. Namensgeber ist Karl Andreas Andersson (1875–1968), Zoologe der Schwedischen Antarktisexpedition (1901–1903), der 1902 die Küste in der Umgebung des Berges erkundete.